# Silvana sin lana
Silvana sin lana è una telenovela statunitense trasmessa su Telemundo dal 19 luglio 2016 al 16 gennaio 2017. È un remake della telenovela cilena del 2014 Pituca sin lucas.

## Trama
Silvana "Chivis" è una ricca mondana con tre figlie. Quando suo marito fugge dalla polizia prima di essere arrestato per frode, Chivis e la sua famiglia rimangono al verde e senza casa. È costretta a trasferirsi in un modesto quartiere borghese di lavoratori. Qui incontra il suo vicino Manuel, proprietario di un'attività di frutti di mare situata in un grande mercato del pesce. Manuel, sua figlia e i suoi tre figli sono diffidenti nei confronti di tutti i membri dell'alta società e hanno problemi con le persone che provengono da quella classe sociale. Una volta che si incontrano, però, l'attrazione cresce, ma fanno del loro meglio per non sconvolgere l'equilibrio delle loro vite e delle loro famiglie, considerando la differenza di status sociale come un ostacolo all'amore che provano.